# Hereford (Texas)
Pour les articles homonymes, voir Hereford.
La ville américaine de Hereford est le siège du comté de Deaf Smith, dans l’État du Texas. Elle comptait 14 597 habitants lors du recensement de 2000.

## Personnalités
- Parker Bridwell (1991-), joueur de baseball né à Hereford

## Source
- (en) Cet article est partiellement ou en totalité issu de l’article de Wikipédia en anglais intitulé « Hereford, Texas » (voir la liste des auteurs).